# 2772 Dugan
2772 Dugan је астероид главног астероидног појаса чија средња удаљеност од Сунца износи 2,313 астрономских јединица (АЈ).
Апсолутна магнитуда астероида је 13,4.